# ساهیوال، سرگودها
ساهیوال (به انگلیسی: Sahiwal) یک منطقهٔ مسکونی در پنجاب در پاکستان است.